# 聖加侖修道院圖書館
聖加侖修道院圖書館（德語：Stiftsbibliothek）位於瑞士的世界文化遺產聖加侖修道院內，由修道院的創辦人聖奧斯馬創立，18世紀中葉其中一位院長決定將圖書館改建，1767年完工，大廳上的天花鑲有描繪四場大公會議的濕壁畫，分別是第一次尼西亞公會議、第一次君士坦丁堡公會議、以弗所公會議及迦克墩公會議。圖書館是瑞士最古老的圖書館，因此收藏了大量珍貴的手抄本及搖籃本。1983年，图书馆及修道院被指定为世界遗产。